# Balltorp
Balltorp är en stadsdel i södra delen av kommundelen Västra Mölndal (motsvarande Fässbergs distrikt).
Balltorp beboddes redan för 10 000 år sedan, men den stora utbyggnaden skedde under 1980-talet.

## Historia
I Balltorp har vid arkeologiska undersökningar påträffats en boplats med en ålder på närmare 10 000 år. Bland fynden finns benmaterial från storviltsjakt, bland annat uroxe och vildsvin. Även tusentals flintskärvor finns bland fynden.
På en karta från 1725–1726 framgår att gårdarna Kronogården, Hökegården, Pålsegården, Östergården och Kongegården i Balltorps by låg samlade vid Brudberget.
I slutet av 1950-talet gjorde stadsarkitekten i Mölndal en skiss på bostadsområdet Balltorp,  omfattande villor och hyreshus och i generalplanen 1970 fanns området med. I planen räknades med 11 000 lägenheter med 25 000–30 000 invånare fördelat på 85 % flerfamiljshus och 15 % småhus. Området beräknades vara fullt utbyggt år 1995 och en spårväg planerades till området.
Under 1974 togs en ny generalplan fram, vilken remissbehandlades under år 1975. 1970 års generalplan hade kritiserats för den höga exploateringen, varför en lägre exploateringsgrad förordades i den nya generalplanen. Det föreslogs 6 150 lägenheter med en jämn fördelning mellan tvåvånings flerfamiljshus, radhus, kedjehus och villor.
I november 1978 presenterades ett förslag till den första stadsplanen, omfattande 430 lägenheter. Det första spadtaget togs den 12 november 1979.
År 1980 utbröt en strid mellan Mölndals kommun och militären till följd av buller från Sisjöns skjutfält. En överenskommelse uppnåddes i september samma år och år 1982 godkändes en stadsplan om 1 040 lägenheter, trots militärens protester.

## Etymologi
Namnet Balltorp hittas i de skriftliga källorna från 1463 i formen Ballinthorp, vidare Ballatorp 1481, Balthörp 1550 och Baltettorp 1619. Betydelsen av förleden Ball- är osäker.